# Вічність трива цей день. Художні хроніки війни
«Вічність трива цей день. Художні хроніки війни» — альманах літературних творів, які з'явилися після 24 лютого 2022 року, упорядкований науковцями Інституту літератури ім. Т. Г. Шевченка НАН України Н. Торкут, О. Поліщук, Т. Головань, Н. Герасименко, А. Матющенко за редакцією М. Жулинського. Виданий коштом мецената Дениса Тарновського у видавництві «Джура» 2023 року. 
Видання на 444 сторінках вміщує поезії, тексти малої прози, драматургічні твори, інтерв'ю, літературознавчі статті, які стали реакцією на повномасштабне вторгнення.

## Авторський колектив

### Поезія
Анна Багряна,
Ольга Башкірова,
Юлія Бережко-Камінська,
Тимофій Гаврилів,
Надія Гаврилюк,
Дарина Гладун,
Інна Гончар (Злива),
Сергій Жадан,
Михайло Жайворон,
Ірина Зелененька,
Ія Ківа,
Ганна Синьоок (Клименко),
Василь Клічак,
Юрій Ковальов,
Ніна Ковальчук,
Галина Крук,
Дмитро Лазуткін,
Ліна Ланська,
Наталія Левченко,
Оксана Луцишина,
Тетяна Маленька,
Наталка Маринчак,
Марія Микицей,
Ярослава Муравецька,
Ігор Павлюк,
Лесик Панасюк,
Лана Перлулайнен,
Ольга Слоньовська,
Володимир Тимчук,
Тетяна Череп-Пероганич,
Юлія Шевель,
Галина Яструбецька.

### Проза
Тетяна Белімова,
Галина Вдовиченко,
Олександр Вільчинський,
Ольга Вовк,
Олег Герман,
Лариса Денисенко,
Любов Долик,
Олена Лань,
Ольга Олещенко,
Ірен Роздобудько,
Олександр Хоменко.

### Драматургія
Ірина Бесчетнова,
Олена Гапєєва,
Ірина Гарець,
Ніна Захоженко.

### Інтерв'ю
Лариса Брюховецька,
Святослав Вакарчук,
Ростислав Держипільський,
Анатолій Гайдамака,
Сергій Жадан.